# Капитановка (Орловская область)
Капита́новка — деревня в Верховском районе Орловской области России. Административный центр Нижне-Жерновского сельского поселения.

## География
Деревня находится в восточной части Орловской области, в лесостепной зоне, в пределах центральной части Среднерусской возвышенности, на левом берегу ручья Жерновец (приток реки Труды), на расстоянии примерно 32 км (по прямой) к юго-юго-востоку (SSE) от посёлка городского типа Верховье, административного центра района. Абсолютная высота — 166 м над уровнем моря.
Климат
Климат населённого пункта характеризуется как умеренно континентальный, с ярко выраженными временами года. Средняя многолетняя температура воздуха составляет 4,1 — 4,9°С. Абсолютный минимум температура воздуха самого холодного месяца (января) составляет −30,2 °C; абсолютный максимум самого тёплого месяца (июля) — 37 °С. Среднегодовое количество атмосферных осадков составляет 537—550 мм.
Часовой пояс
Деревня Капитановка, как и вся Орловская область, находится в часовой зоне МСК (московское время). Смещение применяемого времени относительно UTC составляет +3:00.

## Население
| 2002 | 2010 |
| ---- | ---- |
| 339  | ↘271 |

Половой состав
По данным Всероссийской переписи населения 2010 года в гендерной структуре населения мужчины составляли 45,4 %, женщины — соответственно 54,6 %.
Национальный состав
Согласно результатам переписи 2002 года, в национальной структуре населения русские составляли 93 % из 339 чел.

## Улицы
| - ул. Губанова, - ул. Лесная, - ул. Садовая, | - ул. Советская, - пер. Школьный. |